# Römstedt
Römstedt település Németországban, azon belül Alsó-Szászország tartományban. Lakosainak száma 801 fő (2023. december 31.).

## Népesség
A település népességének változása:
| Lakosok száma | 801  | 783  | 816  | 802  | 810  | 801  |
|               | 2016 | 2017 | 2019 | 2021 | 2022 | 2023 |